# Festival Internacional de Cine de Venecia de 1956
La 17ª Mostra de Venecia se celebró del 28 de agosto al 9 de septiembre de 1956.

## Jurado
Internacional
- John Grierson (Presidente)[2]
- André Bazin
- Fridrich Markovič Ermler
- James Quinn
- Kiyohiko Ushihara
- Luchino Visconti
- Giovanni Battista Cavallaro

Mostra del Film per Ragazzi
- Vittorino Veronese (Presidente)
- Antonin Brousil
- Jean Benoît-Lévy
- Mary Field
- Luciano Emmer

Mostra del Film Documentario
- Vittorino Veronese
- Antonin Brousil
- Jean Benoît-Lévy
- Mary Field
- Luciano Emmer

Rassegna del film d'interesse turistico
- Vittorio Gallo (Presidente)
- Aldo Nascimben
- Alberto Bertolini
- Giorgio Longo
- Roberto De Gasperis
- Umbro Apollonio
- Vincenzo Del Gaudio
- Camillo Bassotto

## Películas

### Sección oficial
Las películas siguientes se presentaron en la sección oficial:
| Título en español           | Título original                 | Director(es)                    | País    |
| --------------------------- | ------------------------------- | ------------------------------- | ------- |
| Suor Letizia                | Suor Letizia                    | Mario Camerini                  | Italia  |
| L'impero del sole           | L'impero del sole               | Enrico Gras                     | Italia  |
| El capitán de Köpenick      | Der Hauptmann von Köpenick      | Helmut Käutner                  | RFA     |
| Un sombrero lleno de lluvia | A Hatful of Rain                | Fred Zinnemann                  | EE. UU. |
| Guarnición militar inmortal | Bessmertnyy Garnizon            | Zakhar Agranenko y Eduard Tisse | URSS    |
| El ogro de Atenas           | Ο Δράκος O Drákos               | Nikos Koundouros                | Grecia  |
| La calle de la vergüenza    | 赤線地帯 Akasen chitai          | Kenji Mizoguchi                 | Japón   |
| ¡Ataque!                    | Attack                          | Robert Aldrich                  | EE. UU. |
| Más poderoso que la vida    | Bigger Than Life                | Nicholas Ray                    | EE. UU. |
| El arpa birmana             | ビルマの竪琴 Biruma no tategoto | Kon Ichikawa                    | Japón   |
| Calabuch                    | Calabuch                        | Luis García Berlanga            | España  |
| Calle Mayor                 | Calle Mayor                     | Juan Antonio Bardem             | España  |
| Gervaise                    | Gervaise                        | René Clément                    | Francia |
| Torero!                     | Torero!                         | Carlos Velo                     | México  |
| Travesía de París           | La Traversée de Paris           | Claude Autant-Lara              | Francia |

Fuera de concurso
| Título en español     | Título original | Director(es)     | País       |
| --------------------- | --------------- | ---------------- | ---------- |
| Bus Stop              | Bus Stop        | Joshua Logan     | EE. UU.    |
| The Big and the Small | Veliki i mali   | Vladimir Pogačić | Yugoslavia |

## Premios[5]
- León de Oro: Desierto
- Copa Volpi al mejor actor: Bourvil por Travesía de París
- Copa Volpi a la mejor actriz: Maria Schell por Gervaise
- Mención especial- La calle de la vergüenza de Kenji Mizoguchi, Heinz Rühmann en El capitán de Köpenick , Anna Magnani en Suor Letizia, Franco Bernetti, Mario Craveri, Ubaldo Marelli, Giovanni Raffaldi en L'impero del sole, Torero! de Carlos Velo, Guarnición militar inmortal  de Zakhar Agranenko y Eduard Tisse, Betsy Blair por Calle Mayor,  El arpa birmana de Kon Ichikawa, Calle Mayor de Juan Antonio Bardem
- Premio New Cinema: 
  - Mejor película: Calle Mayor de Juan Antonio Bardem
  - Mejor actor: Heinz Rühmann en El capitán de Köpenick
  - Mejor actriz: Maria Schell por Gervaise
- Premio San Jorge: El arpa birmana de Kon Ichikawa
- Premio FIPRESCI: 
  - Calle Mayor de Juan Antonio Bardem
  - Gervaise de René Clément
- Premio OCIC: Calabuch de Luis García Berlanga
- Premio Pasinetti: ¡Ataque! de Robert Aldrich
  - Mención honorable: El arpa birmana de Kon Ichikawa